# 西南大学附属中学校
29°50′13″N 106°25′34″E / 29.83694°N 106.42611°E
西南大学附属中学校，简称西南大学附中、西大附中，原为1914年建立的四川省立第二女子师范学校，后更名为国立女子师范学院附属中学，西南师范大学附属中学（简称西师附中）。西南大学附属中学是重庆市教委直属的七所重点中学之一。

## 学校概况

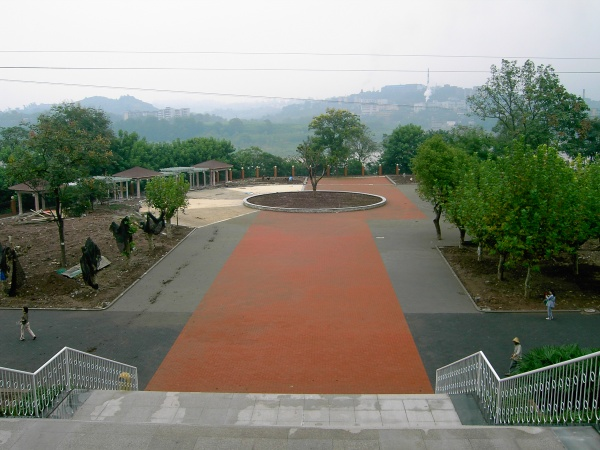
西南大学附属中学万象楼广场

现任校长为欧健。副校长有梁学友、黄仕友、彭红军、张勇、徐川。截至2022年春，开设有131个班。截至2021年11月18日，西南大学附属中学东区有一千多名学生。截至2022年9月，该校有208名校职工。
办学理念为“立人 · 新民”，校训为“行己有耻，君子不器”，教学理想为追求“中学里的大学，真教育的殿堂”，“以大学专家团队引领，走宽视域、厚基础、重选择、课堂高效、评价多元的“素质教育与应试成绩双优”的道路，培养学生健全人格，奠基学生终身发展，培养现代国家公民，锻铸未来国家精英。”。学校本部位于重庆市北碚区杜家街43号，设有初中部、高中部和国际部，共有95个教学班，在职教师208名，在校生5300余名。原水土校區現稱爲西南大學附屬中學（東區），另有西南大學銀翔實驗中學、西大兩江實驗學校兩個分校。

## 历史沿革

### 前身
1914年（民国三年），四川巡按使陈廷杰倡议，兴办“四川省第二女子师范学校”，简称“二女师”。
1922年开设普通初中班。
1924年开设普通高中班。
1935年9月，更名为“四川省立重庆女子师范学校”，简称“渝女师”。
1936年，停办普通初中班和普通高中班两年。之后开设高中班、初中班、女子班和师范班。
1939年因躲避日军飞机空袭，学校迁至江津县白沙镇溜马岗。
1939年，原战区服务团设“第八中山中学班”，位于江津白沙。
1939年5月，原战区服务团设“第四中山中学班”，位于江北鱼嘴镇。1941年1月，“第四中山中学班”更名为“国立17中学女子初中分校”。
1941年8月，“教育部特设第四中山中学班”更名为“国立17中学女子初中分校”，后复迁至江津白沙镇。
1941年秋，“第八中山中学班”更名为“国立17中女中分校”。

### 建校后
1942年2月，以“第四中山中学班”和“第八中山中学班”为基础成立「国立女子师范学院附中」（又称「国立女子师范学校」）。
1945年，渝女师高中部并入。
1946年10月，国立女子师范学院附中迁至北碚国立第二中学遗留女子部和水产部。
1946年，国立第二中学迁回江苏常熟，遗留的200余名学生和教职人员迁至北碚并并入国立女子师范学院附中。
1950年，国立女子师范学院一度改为「重庆市女子师范学校」，附中遂于1951年更名为北碚二中（含师范部）。
1952年，西南师范学院接管北碚二中，遂更名为「西南师范学院附属中学」。
1954年，西南师范学院附属中学师范部并入重庆市第一师范学校。
1972年，西南师范学院附属中学更名为「重庆市102中学」，归重庆市教委管辖。
1973年，西南师范学院迁回北碚，重新接管学校，学校遂复名「西南师范学院附中」。
1978年，学校校成为四川省首批重点中学之一。
1985年，西南师范学院更名为西南师范大学，学校遂更名为“西南师范大学附属中学”，简称「西南师大附中」。老一辈人以及附近一些店铺仍在使用「西师附中」作为简称。
2005年，西南师范大学与西南农业大学合并为西南大学。
2011年12月9日更名为「西南大学附属中学」。

## 学校活动
缤纷节是西南大学附属中学最盛大的活动，一般在十二月举行，包括附中好诗词、爱心易物、青春歌会、综艺晚会等活动。
缤纷体育节包括西南大学附属中学的一系列体育活动，如运动会和各年级的三大球比赛，一般在四月至六月举行。
学校还开展缤纷美育节、课间操比赛等各类活动。

## 知名校友
- 尹文英，中国科学院院士，动物学家、昆虫学家。
- 傅曉田，鳳凰衛視主持人。
- 劉語熙，前央視主持人。
- 刘洪波，学为贵集团总裁，“中国雅思教父”。
- 罗凌飞，西南大学教授。
- 冯殊，央視主持人。
- 谢立瑶，九三学社创始人之一，西南师范学院首任校长。
- 储卫民，2019美国国家地理旅行摄影大赛全球总冠军。